# Station Oppegård
Station Oppegård is een station in Oppegård. Het station  ligt aan Østfoldbanen. 
Oppegård wordt bediend door lijn L2, de stoptrein tussen Skøyen en Ski en L2x die vanaf Lysaker naar Ski rijdt.

## Externe link

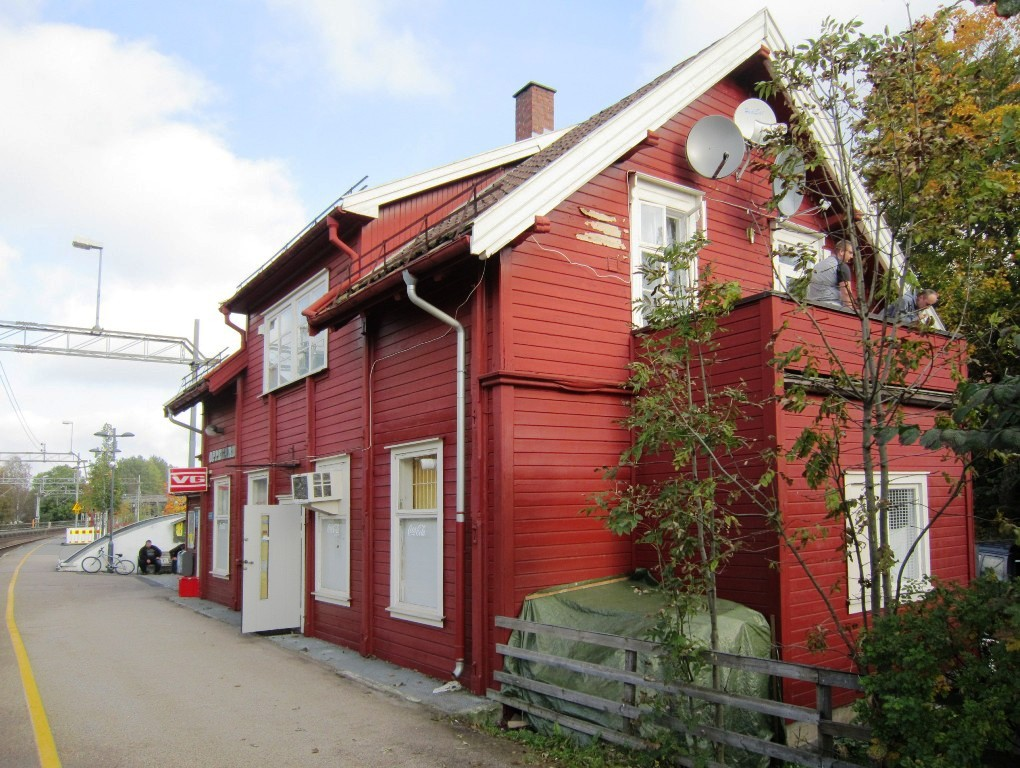
Het stationsgebouw in 2011